# Koltsove
Koltsove (en (ucraïnès): Кольцове) és un poble de la República Autònoma de Crimea a Ucraïna, que el 2014 tenia 797 habitants. Pertany al districte rural de Saki.